# كيكي كوتي
كيكي كوتي ولد يوم 14 جانفي 1997 وهو لاعب كرة قدم أمريكي متلقي واسع وهو وكيل حر. لعب كرة قدم جامعية في جامعة تكساس تك ولعب في اتحاد كرة القدم الأميركي لفريق هيوستن تكسانز وإنديانابوليس كولتس .